# Luc Feit
Luc Feit (* 28. Juni 1962 in Luxemburg) ist ein luxemburgischer Schauspieler.

## Leben
Nach seiner Ausbildung von 1982 bis 1985 an der Hochschule für Musik und Darstellende Kunst Stuttgart spielte er – nach fünf Jahren Festengagement – als freier Schauspieler u. a. an der Volksbühne Berlin/Ratten07, am Théâtre de la Colline in Paris, am Kapuzinertheater und am Nationaltheater in Luxemburg und bei den Ruhrfestspielen in Recklinghausen.
Feit spielte in verschiedenen Kinofilmen mit, darunter Was nützt die Liebe in Gedanken, Snowman’s Land, Secrets of War und Die Erfindung der Liebe. Er wirkte in mehr als 30 deutschen Fernsehfilmen mit und hatte zahlreiche Auftritte in  Krimiserien wie Tatort, Ein Fall für zwei, Adelheid und ihre Mörder, SK Kölsch oder SOKO Stuttgart. In der Sat.1-Anwaltsserie Edel & Starck spielte er die durchgehende Rolle Frank Vanderheiden und in der WDR-Serie Meuchelbeck auch durchgehend Pfarrer Hape Seiffert.
Mit seinem Kurzfilm Ferkel gewann er auf der Berlinale 1999 den „Teddy“.
Seit 2000 geht er regelmäßig auf Theatertournee mit Euro-Studio Landgraf.
Im Februar 2021 outete sich Feit im Rahmen der Initiative #actout im SZ-Magazin mit 184 anderen lesbischen, schwulen, bisexuellen, queeren, nicht-binären und trans* Schauspielern.
Luc Feit lebt seit 1992 in Berlin.

## Filmografie

### Als Schauspieler (Auswahl)
- 1990: Schacko Klak, Regie: Paul Kieffer/Frank Hoffmann
- 1994: Oben – Unten, Regie: Joseph Orr
- 1995: Die Stadtklinik, als Andreas Kohlhass Staffel 2-3
- 1996: Die blinde Kuh, Regie: Niklaus Schilling
- 1997: Back in Trouble, Regie: Andy Bausch
- 1997: Balko (TV-Serie, Folge Ein Mann für gewisse Stunden)
- 1998: Der Schläfer, Regie: Hans Werner
- 1998: Tatort: Bildersturm
- 1999: Nichts als die Wahrheit, Regie: Roland Suso Richter
- 1999: Allee der Kosmonauten, Regie: Susann S. Reck
- 2000: Die Unbesiegbaren
- 2000: Tatort: Die Möwe
- 2001: Frau2 sucht HappyEnd, Regie: Edward Berger
- 2001: Erkan & Stefan, Regie: Michael Herbig
- 2001: Sass, Regie: Carlo Rola
- 2001: Ritas Welt (TV-Serie, Folge Ich war's)
- 2002–2005: Edel & Starck (TV-Serie, 29 Folgen)
- 2002: Le club des chômeurs, Regie: Andy Bausch
- 2003: Adelheid und ihre Mörder: Der schwarze Bube (Fernsehserie, eine Folge)
- 2004: Der Mörder meines Vaters, Regie: Urs Egger
- 2004: Was nützt die Liebe in Gedanken, Regie: Achim von Borries
- 2005: Bettgeflüster & Babyglück
- 2005: Vorsicht Schwiegermutter!
- 2005: Tatort: Am Abgrund
- 2006: Esperanza, Regie: Zsolt Bács
- 2006: Kleine Geheimnisse (Perl oder Pica)
- 2006: Lumen, Regie: Philip Koch
- 2006: Der Elefant – Mord verjährt nie (Fernsehserie, Folge Hundsheim)
- 2007: Ich bin eine Insel, Regie: Gregor Schnitzler
- 2009: House of Boys, Regie: Jean-Claude Schlim
- 2010: Snowman’s Land
- 2010: Trouble No More
- 2010: Tatort: Wie einst Lilly
- 2011: Danni Lowinski – Um die Wurst
- 2012: Das Kindermädchen, Regie: Carlo Rola
- 2012: Die Schatzritter und das Geheimnis von Melusina
- 2012: Das Kind
- 2013: Frau Ella
- 2013: Die Erfindung der Liebe
- 2014: Monuments Men – Ungewöhnliche Helden (The Monuments Men)
- 2014: Warum ich meinen Boss entführte
- 2014: Fieber
- 2014: Das große Geheimnis (Oorlogsgeheimen)
- 2015: Mein Sohn Helen
- 2015: Tatort: Kälter als der Tod
- 2015–2019: Meuchelbeck (Fernsehserie, 7 Folgen)
- 2015: Die dunkle Seite des Mondes
- 2015: Aus der Haut
- 2015: Die Füchsin – Dunkle Fährte
- 2016: Tatort: Kleine Prinzen
- 2016: Werk ohne Autor
- 2016: Dark
- 2016: Egon Schiele: Tod und Mädchen
- 2016: Die Nacht der 1000 Stunden (Regie: Virgil Widrich)
- 2017: Alte Jungs (Rusty Boys)
- 2017: SOKO Kitzbühel – Hexenjagd
- 2017: Dark
- 2017–2020: Babylon Berlin (Fernsehserie, 14 Folgen)
- 2018: Murer – Anatomie eines Prozesses
- 2018: Krieg der Träume (Doku-Serie)
- 2019: Tatort: Das verschwundene Kind
- 2019: Tierärztin Dr. Mertens – Schmerzhafte Entscheidung
- 2019: Capitani (TV-Serie)
- 2020: Tatort: Krieg im Kopf
- 2020: Tatort: National feminin
- 2021: Mission Ulja Funk
- 2022: Tatort: Die Rache an der Welt
- 2022: Erzgebirgskrimi – Verhängnisvolle Recherche
- 2022: Im Westen nichts Neues
- 2023: Tatort: Geisterfahrt
- 2024: La mort viendra
- 2024: Jakobs Ross

### Als Regisseur
- 1998: Ferkel
- 1999: Dessous
- 2003: W
- 2011: Ibijazi